# 고수레
고수레는 한민족의 전래 풍습이다. 민간신앙에서 산이나 들에서 음식을 먹거나 이바지가 왔을 때 또는 무당이 굿을 할 때, 먼저 자연신에게 예를 갖추어 바치는 의미로 음식물을 조금 떼어 특정 장소 주변에 놓거나 던지면서 행운 혹은 풍년을 기원하는 말이다. 어부들의 경우 바다에 던진다. 음식 말고도 술을 한잔 뿌리기도 한다.

## 어원의 유래
고수레의 유래를 설명하는 이야기는 여러 가지가 있다. 먼저 숙종 때의 규원사화에 의하면 옛날 사람들에게 불을 얻는 방법과 함께 농사 짓고 수확하는 법을 가르치는 고시(高失)씨가 있었는데 후대에 들에서 농사짓고 나물캐던 사람들이 고시씨의 은혜를 잊지 못하여 밥을 먹을 때 '고시네'라고 했던 것에서 유래하였다는 설명이다. 이로부터 '고시네'가 '고시레', '고수레'로 변형되었다는 것이다.
또 다른 설은 곡식의 신(神)인 고씨(高氏)에서 비롯되었다는 이야기이다. 음식을 먹기전에 먼저 곡식을 담당하는 고씨에게 예를 차린다는 데서 '고씨례'(高氏禮)라 하였으며, 이것이 고수레가 되었다는 것이다. 이외에도, 고씨네라는 여인이 죽어 들판에 묻혔는데, 새참을 먹던 사람들이 "고씨네도 먹어라."고 하면서 음식을 떼어주었더니 풍년이 들게 되었고, 이후 사람들이 음식을 먹을 때마다 "고씨네"라고 하였던 것이 고수레가 되었다는 설명이다.

## 방언
고수레는 강원도, 경상남도 지방에서는 '고시레', 평안북도에서는 '쒜', 제주도에서는 '걸명', 강화도지역에서는 '퇴기시레'라고 한다. 충청도에서는 고수레, 고시레, 고시례,꼬수레등 발음으로 쓰인다.

## 언론기사
- 고수레"는 희망과 풍년을 기원하는 농심의 표출이었다.[3]